# سیات لیمیتد
سیات لیمیتد (انگلیسی: CEAT Limited) شرکت تایرسازی هندی است، که در سال ۱۹۲۴ در شهر تورین، ایتالیا تأسیس شد.